# Stuart Gorrell
Stuart Graham Steven Gorrell (né le 17 septembre 1901 à Knox dans l'Indiana et mort le 10 août 1963) est surtout connu pour être l'auteur des paroles de la chanson Georgia on My Mind.

## Biographie
Il fréquente l'université d'Indiana lorsqu'il se lie d'amitié avec un autre étudiant, Hoagy Carmichael. Après avoir entendu ce dernier jouer la mélodie qu'il avait nouvellement composée à une soirée, Gorrell reste toute la nuit en sa compagnie afin d'écrire les paroles de ce qui deviendra Georgia on My Mind.
Devenu banquier, Gorrell n'a jamais écrit d'autres textes de sa vie.